# Ван Дапэн
Ван Дапэн (кит. 王大鹏; род. 3 декабря 1996, Циндао, Шаньдун) — китайский лучник, специализирующийся в стрельбе из олимпийского лука. Участник двух Олимпийских игр.

## Биография
Ван Дапэн родился 3 декабря 1996 года.

## Карьера
Начал заниматься спортом в 2008 году в Циндао в местной школе. Вскоре сделал выбор в пользу стрельбу из лука, хотя первоначально этот вид спорта казался ему скучным.
В 2016 году попал на Олимпийские игры в Рио-де-Жанейро. В командном турнире занял четвёртое место, а в личном турнире выбыл уже в первом матче плей-офф и стал лишь 33-м.
В 2017 году принял участие на домашнем этапе Кубка мира в Шанхае и сразу занял девятое место, добравшись до 1/8 финала. В том же году Ван Дапэн принял участие на чемпионате Азии в Дакке и завоевал бронзовую медаль. Также принимал участие в мужском командном турнире, на котором китайские лучники заняли четвёртое место.
В 2018 году Ван Дапэн принял участие на двух этапах Кубка мира. В Шанхае он вновь занял девятое место, а в Солт-Лейк-Сити выбыл на стадии 1/16 финала из борьбы за медали.
В 2021 году вошёл в состав сборной Китая на вторые для себя Олимпийские игры в Токио. В командном турнире китайцы уже в четвертьфинале проиграли Тайваню и покинули турнир, а в личном турнире Ван Дапэн сумел добраться до 1/16 финала, победив в первом раунде казаха Санжара Мусаева, но затем проиграл Хайрулу Ануару Мохамаду из Малайзии.